# Economia agrícola
A economia agrícola (ou economia agrária) originalmente aplicava os princípios de economia à produção de colheitas e gado. Em particular lidava com o uso da terra, procurando as formas de maximizar as colheitas mantendo uma boa capacidade produtiva dos terrenos.
No decurso do século XX a disciplina expandiu o seu campo de atuação. A economia agrícola dos dias de hoje inclui uma variedade de áreas de aplicação e tem uma considerável sobreposição com a economia convencional.